# Queen Camilla

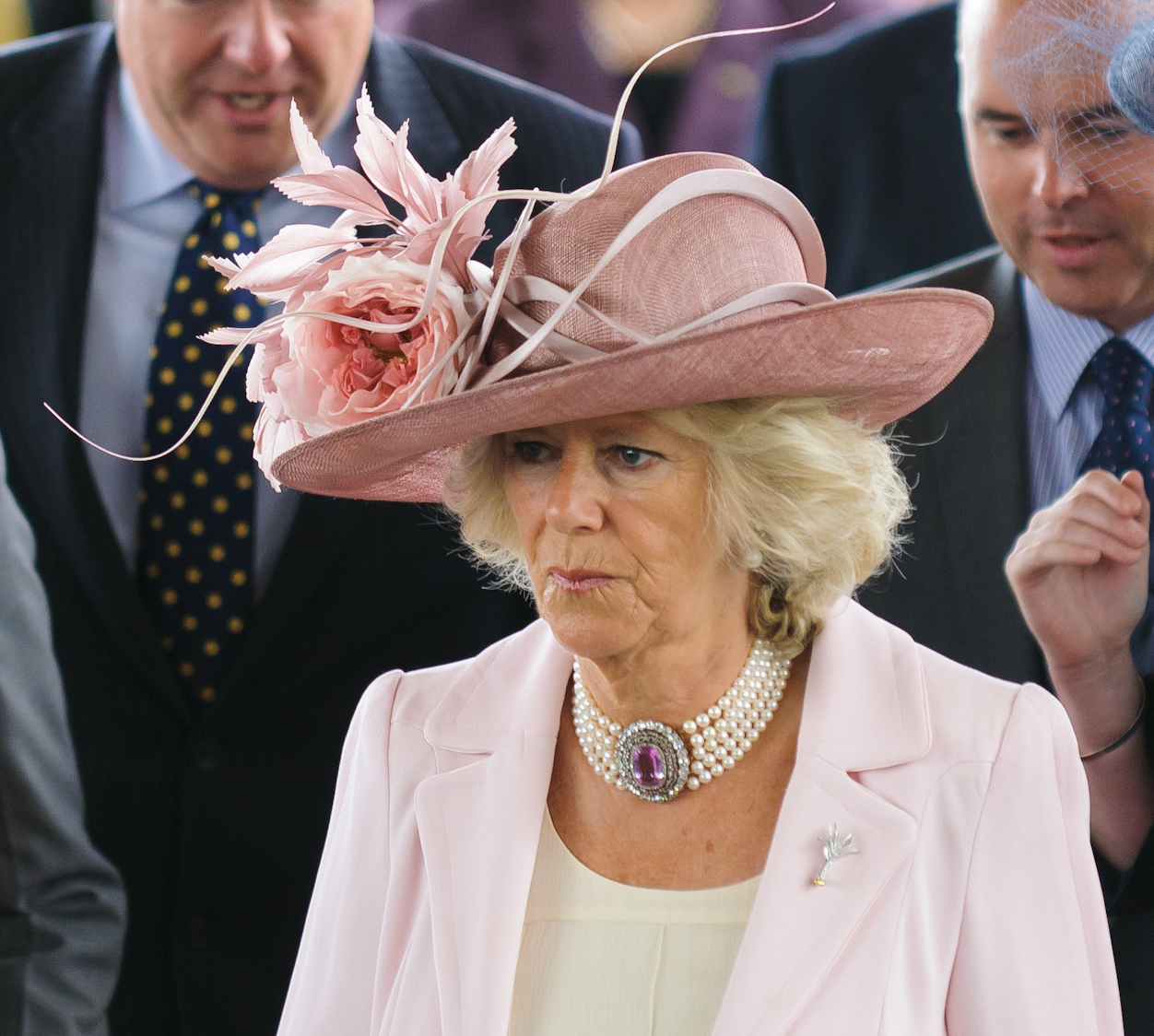
Camilla bei der Eröffnung des walisischen Parlaments in Cardiff, Wales, 2011

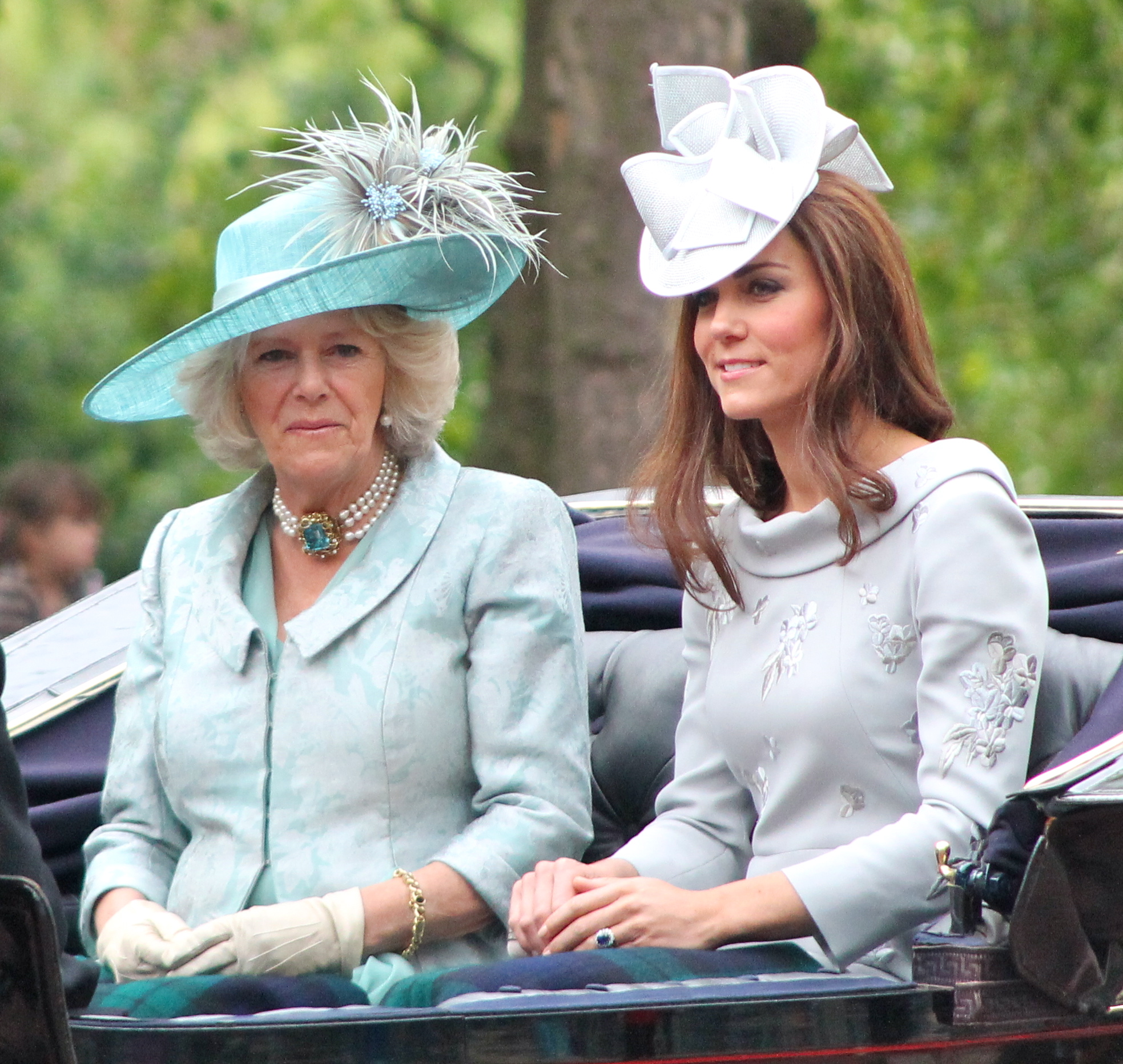
Camilla und Catherine, Duchess of Cambridge, bei Trooping the Colour, 17. Juni 2012

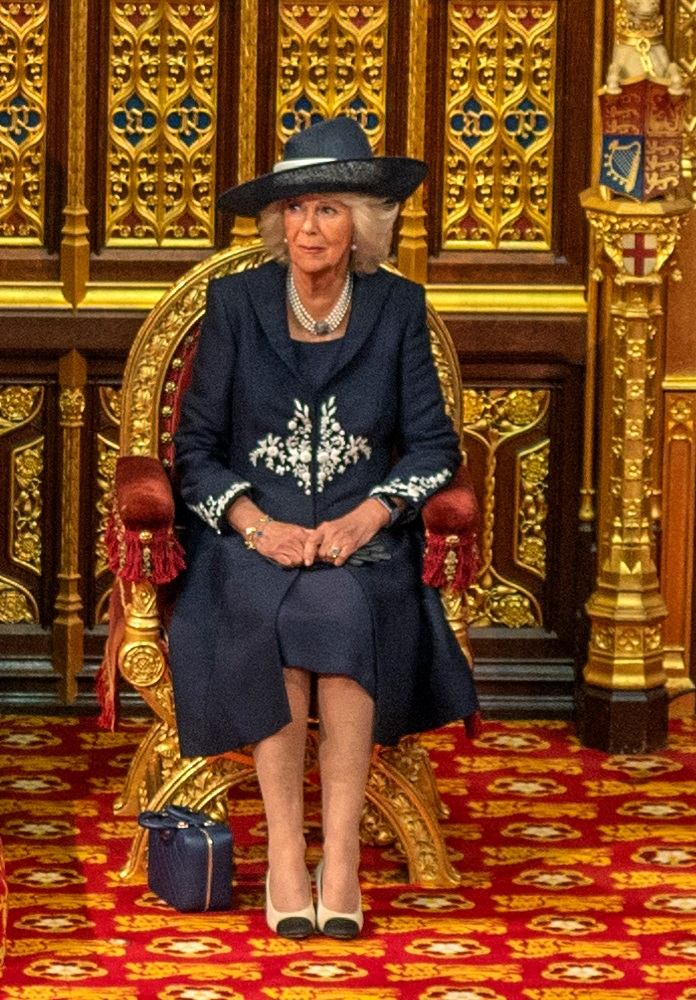
Camilla bei der Parlamentseröffnung 2022

Queen Camilla (deutsch Königin Camilla; * 17. Juli 1947 als Camilla Rosemary Shand in London; geschiedene Camilla Parker Bowles) ist als Gemahlin von Charles III. Königin des Vereinigten Königreichs Großbritannien und Nordirland einschließlich seiner Territorien und abhängigen Gebiete sowie von 14 weiteren, als Commonwealth Realms bezeichneten souveränen Staaten.

## Leben

### Herkunft
Camilla Rosemary Shand ist die Tochter von Major Bruce Middleton Hope Shand (1917–2006), Vice Lord Lieutenant von East Sussex, und Hon. Rosalind Maud Cubitt (1921–1994). Ihre Großeltern väterlicherseits waren der Architekt Philip Morton Shand (1888–1960) und Edith Marguerite Harrington (1893–1981). Ihre Großeltern mütterlicherseits waren Roland Calvert Cubitt, 3. Baron Ashcombe (1899–1962) und Sonia Rosmary Keppel (1900–1986). Sie ist außerdem Urenkelin von Alice Keppel, einer Mätresse von Eduard VII., der wiederum Ururgroßvater ihres Mannes König Charles ist. Außerdem stammt Camilla von Karl II. von England ab, aus einer unehelichen Verbindung mit der Duchess of Portsmouth. Camilla hat zwei Geschwister, Sonia Annabel Elliot (* 1949) und Mark Roland Shand (1951–2014).

### Ausbildung
Camilla wuchs ab 1951 in The Laines, Plumpton, East Sussex auf. Ihre Schulausbildung begann sie mit fünf Jahren an der Dumbrells School in Ditchling, Sussex und setzte sie im Alter von zehn Jahren an der Queen’s Gate School in South Kensington fort. Diese Schule schloss sie mit den O-levels ab (entspricht dem Abschluss der Sekundarstufe I und dem deutschen Mittleren Schulabschluss). Im Anschluss daran besuchte sie die Mon Fertile Schule in der Schweiz und das Institut Britannique in Paris. 1965 schloss sie ihre Schulausbildung ohne Abitur ab. Im gleichen Jahr war sie Debütantin in London. Sie arbeitete ein Jahr für die Raumausstatterfirma Sibyl Colefax & John Fowler. Über eine weitere Berufstätigkeit ist nichts bekannt.

### Beziehung zu Prinz Charles und Ehe mit Andrew Parker Bowles
Camilla lernte den damaligen Prince of Wales Charles 1970 bei einem Polospiel kennen. Für beide sollen es intensive Gefühle gewesen sein. Ihre Beziehung dauerte an. Charles gestand Camilla im Dezember 1972 seine Liebe, allerdings ohne einen Heiratsantrag zu machen. Camilla machte sich sowieso keine Hoffnungen, die Ehefrau von Charles zu werden, da von Charles’ Frau erwartet wurde, jungfräulich sowie Mitglied der britischen Aristokratie zu sein; beides traf auf Camilla nicht zu. 1973 musste der Prinz für einige Monate mit den britischen Streitkräften auf See. In dieser Zeit verlobte Camilla sich mit dem Kavallerie-Offizier Andrew Parker Bowles (* 1939). Der Katholik Parker Bowles ist der Sohn von Derek Henry Parker Bowles und Ann de Trafford. Er ist zugleich väterlicherseits Ururenkel des 6. Earl of Macclesfield und mütterlicherseits der Enkel von Sir Humphrey de Trafford, 4. Baronet. Die Hochzeit fand am 4. Juli 1973 nach katholischem Ritus statt. Weil beide Verbindungen zur Aristokratie und zum Adel hatten, besuchten auch Mitglieder der Königsfamilie die Hochzeit: Queen Mum, Prinzessin Margaret und Prinzessin Anne. Charles besuchte die Hochzeit nicht, trotzdem behielten er und Camilla ein freundschaftliches Verhältnis, so wurde Charles z. B. Pate ihres Sohns. Aus Camillas Ehe mit Andrew Parker Bowles gingen zwei Kinder hervor:
- Thomas „Tom“ Henry Charles Parker Bowles (* 18. Dezember 1974 in London)[5] ist seit dem 10. September 2005 mit Sara G. Buys, der Tochter von William und Caroline Buys, verheiratet. Er wurde am Eton College und am Worcester College in Oxford ausgebildet und arbeitet als Journalist und Fernsehmoderator für Kochsendungen.[6] Sara Buys ist Redakteurin bei einem Modemagazin. Gemeinsam haben sie eine Tochter und einen Sohn:
  - Lola Rosalind Parker Bowles (* 9. Oktober 2007 in London)
  - Freddy Parker Bowles (* 28. Februar 2010 in London)

- Laura Rose Lopes, geborene Parker Bowles (* 1. Januar 1978), ist seit dem 6. Mai 2006 mit Harry Marcus George Lopes (* 7. Oktober 1977), einem früheren Unterwäschemodel, verheiratet. Harry Lopes ist der Sohn von Hon. George Edward Lopes und von Hon. Sarah Violet Astor und zugleich der Enkel von Massey Lopes, 2. Baron Roborough, und des Gavin Astor, 2. Baron Astor of Hever. Laura besuchte eine katholische Mädchenschule und studierte danach Geschichte. Zuletzt leitete sie eine Kunstgalerie. Das Paar hat eine Tochter und zwei Söhne:
  - Eliza Lopes (* 16. Januar 2008 in London)[7]
  - Louis Lopes (* 30. Dezember 2009 in London)
  - Gus Lopes (* 30. Dezember 2009 in London)

Die Beziehung von Charles und Camilla lebte um 1979/1980 wieder auf, kurz bevor Charles Diana kennenlernte. Nach der Hochzeit von Charles und Diana am 29. Juli 1981 distanzierte sich ihr Verhältnis wieder. 1986, während Charles und Dianas Ehe in einer schweren Krise war, begann die Liebesbeziehung zwischen Charles und Camilla erneut. Camillas Ehe war da bereits zerrüttet, auch ihr Mann hatte zahlreiche Affären. 1989 wurde ein intimes Telefongespräch von Charles und Camilla aufgezeichnet und 1993 veröffentlicht. Im Dezember 1992 sahen sich Charles und Diana gezwungen, die Trennung bekanntzugeben. Diana sagte im November 1995 in einem Fernsehinterview, dass sie eine „Ehe zu dritt“ geführt hätten. (Well, there were three of us in this marriage, so it was a bit crowded.) (Deutsch: „Nun, wir waren zu dritt in dieser Ehe, also war es etwas überfüllt.“) 1996 folgte die Scheidung. Camilla ließ sich bereits am 3. März 1995 scheiden, nachdem ihre Ehe bereits seit langer Zeit gescheitert war. Ihr geschiedener Ehemann Andrew Parker Bowles heiratete 1996 Rosemary Pitman.
Danach zog sich Camilla aus der Öffentlichkeit zurück. 1999 – zwei Jahre nach dem Tod Dianas – wurden sie und Charles seit vielen Jahren wieder zusammen fotografiert, als sie nach einer Feier ein Hotel verließen. Ab dann war das Paar häufig gemeinsam öffentlich zu sehen. 2001 wurde es am Rande einer Wohltätigkeitsveranstaltung zum ersten Mal bei einem Kuss fotografiert. 2003 zog Camilla zu Charles ins Clarence House.

### Hochzeit mit Prinz Charles
Am 10. Februar 2005 bestätigte ein Sprecher von Prinz Charles, dass das Paar am 8. April heiraten werde. Mit Rücksicht auf die Begräbnisfeier für Papst Johannes Paul II. wurde die Trauung kurzfristig um einen Tag verschoben. Am 9. April 2005 heirateten Camilla Parker Bowles und Prinz Charles standesamtlich im Rathaus von Windsor. Die Trauung wurde nur standesamtlich vollzogen, um Kontroversen zu vermeiden. Die anglikanische Church of England hatte noch bis 2002 Geschiedenen, deren ehemalige Ehepartner noch leben, die kirchliche Hochzeit versagt und überlässt dies seither dem ausführenden Geistlichen. Daher galt eine Hochzeit eines geschiedenen Mitglieds des Königshauses mit einer geschiedenen Frau als Politikum. Im Anschluss an die Ziviltrauung fand in der St.-Georgs-Kapelle in Windsor Castle ein kirchlicher Segnungsgottesdienst statt. Camilla ist wie die britische Königsfamilie Mitglied der Church of England. Seit ihrer Hochzeit 2005 trug sie bis 8. September 2022 den Titel einer Herzogin von Cornwall (Duchess of Cornwall).

### Königin des Vereinigten Königreichs
Mit dem Tod von Elisabeth II. am 8. September 2022 wurde Camilla als Ehefrau von Charles III. Königin (Queen Consort) des Vereinigten Königreichs und anderer Commonwealth Realms. Die Krönung von König Charles und Königin Camilla fand am 6. Mai 2023 in der Westminster Abbey in London statt.

## Aufgaben und Interessen

### Offizielle Aufgaben
Camilla unterstützt Charles III. bei seinen repräsentativen Aufgaben. Sie begleitet ihn regelmäßig auf Auslandsreisen und bei Staatsbesuchen.
Camilla ist seit 2001 Präsidentin der „Nationalen Osteoporose-Gesellschaft“ (National Osteoporosis Society). Die Bekämpfung dieser Krankheit liegt ihr besonders am Herzen, da ihre Mutter und ihre Großmutter an den Folgen dieser Krankheit starben.
Außerdem ist sie Schirmherrin von Emmaus, einem Verein für Obdachlose, und verschiedener Organisationen, die sich um Kriminalitätsopfer und Kinder kümmern. Aufgrund ihres Interesses für Tiere ist sie Schirmherrin des Animal Care Trust, Brooke Hospital for Animals und der British Equestrian Federation. Zudem setzt sie sich für die Rechte von Frauen ein. Insgesamt steht sie 51 gemeinnützigen Organisationen vor. Seit 2013 fungiert Camilla außerdem als Kanzlerin der University of Aberdeen.
Mit der Thronbesteigung von König Charles III. ist sie als Ehefrau des Königs Staatsrätin (englisch Counsellor of State). Als solche kann sie auf Wunsch des Königs hin gewisse Amtsgeschäfte durchführen, wenn dieser im Ausland oder verhindert ist (wie zum Beispiel bei einer kurzfristigen Krankheit). Zwei beliebige Staatsräte können den Sitzungen des Privy Council beiwohnen, staatliche Dokumente unterzeichnen oder die Empfehlungsschreiben neuer Botschafter entgegennehmen.

### Persönliche Interessen und Verhältnisse
Königin Camilla interessiert sich für Kunst und Kultur. Aufgrund dieses Interesses ist sie Schirmherrin des Kammerorchesters London, des New Queen’s Hall Orchestra und der Tetbury Film Society. Zudem liebt sie die Natur und beschäftigt sich mit Angeln, Spazierengehen, Gärtnern, der Jagd und der Pferdezucht. Sie besitzt mehrere Pferde und Hunde. Camilla spricht neben ihrer Muttersprache Englisch auch Französisch. 
Sie besitzt das um 1860 gebaute Ray Mill House, ein kleines Landgut in Wiltshire, das sie nach ihrer Scheidung 1996 erworben hatte. Es dient ihr als gelegentliches Refugium, gewährt ihr für den Fall ihrer Witwenschaft aber auch eine gewisse Unabhängigkeit, da eine Wohngelegenheit in einem der königlichen Paläste oder auch in Highgrove House dann vom Wohlwollen ihres Stiefsohns William abhängen würden.
Über das Verhältnis Camillas zu ihren Stiefsöhnen William, Prince of Wales, und Harry, Duke of Sussex, wird viel berichtet und spekuliert. Tatsache ist, dass Harry in seinen Memoiren Spare viel Negatives über sie geschrieben hat. Sie sei in ihrer Kindheit „die andere Frau“ gewesen, sie und Charles neideten den beiden Söhnen, vor allem aber den Schwiegertöchtern, deren Publicity, Camilla habe − um sich eine positive Berichterstattung zu erkaufen − Negatives über seine Ehefrau Meghan Markle an die Presse lanciert (was auch William bewusst sei) und schotte Charles vor jeglichem Kontakt mit Harry ab.

## Titulatur und Wappen

Monogramm von Queen Camilla

Bis zum Tod ihrer Schwiegermutter, Elisabeth II., am 8. September 2022, lautete Camillas offizielle Titulatur (Style) Her Royal Highness The Duchess of Cornwall (Ihre Königliche Hoheit die Herzogin von Cornwall). In Schottland war sie Her Royal Highness The Duchess of Rothesay. Rechtlich hätte ihr auch der Höflichkeitstitel der Princess of Wales zugestanden. Aufgrund der weiterhin starken Verbindung dieses Titels mit der ersten Frau des Prince of Wales, Diana, verzichtete sie jedoch darauf, diesen zu führen.
Am 17. Juli 2005 wurde das Wappen, eine Vereinigung der Wappen ihres Ehemanns als Fürsten von Wales und ihres Vaters, Major Bruce Shand, veröffentlicht.
Beim Tod ihres Schwiegervaters Philip erbte ihr Mann auch dessen Titel Duke of Edinburgh und andere nachgeordnete Peerwürden, sodass sie von April 2021 bis September 2022 auch den Höflichkeitstitel Duchess of Edinburgh trug.
Von der Thronbesteigung Charles III. bis zur Krönungszeremonie am 6. Mai 2023 lautete ihre offizielle vollständige Titulatur: Her Majesty The Queen Consort.
Seit ihrer Krönung, die in Verbindung mit der Krönung ihres Mannes erfolgte, lautet ihre offizielle vollständige Titulatur: Her Majesty The Queen.

Wappen von Camilla, Queen Consort (in Gebrauch seit 2022)
Wappen von Camilla, Duchess of Cornwall (in Gebrauch 2012–2022)
Wappen von Camilla, Duchess of Cornwall (in Gebrauch 2005–2012)
Kombinierte Wappen von Charles und Camilla anlässlich ihrer Hochzeit (in der Form gültig 2011–2022, da es den Schild ihres Gatten als Prince of Wales zeigt, und unten den Schild des Duchy of Cornwall)

### Bezeichnung für Camilla im Deutschen
Im Deutschen wird wie im Englischen die Bezeichnung „Königin“ bzw. „Queen“ sowohl für eine regierende Königin (Queen Regnant) als auch für eine Titularkönigin durch Heirat (Queen Consort) verwendet. Da Camilla aber bis zur Krönung den offiziellen Titel Her Majesty The Queen Consort trug, wurde sie oft in der deutschsprachigen Öffentlichkeit als „Königsgemahlin“ oder „Königin-Gemahlin“ bezeichnet. Seit der Krönung am 6. Mai 2023 trägt sie offiziell den Titel Her Majesty The Queen und ist damit auch im Deutschen „Königin Camilla“.

## Orden und Ehrenzeichen
| Jahr | Staat                  | Orden/Ehrenzeichen                                                             |
| ---- | ---------------------- | ------------------------------------------------------------------------------ |
| 2005 | Kanada                 | Commemorative Medal for the Centennial of Saskatchewan                         |
| 2007 | Vereinigtes Königreich | Royal Family Order of Queen Elizabeth II                                       |
| 2012 | Vereinigtes Königreich | Dame Grand Cross of the Royal Victorian Order (GCVO)                           |
| 2012 | Papua-Neuguinea        | Queen Elizabeth II Diamond Jubilee Medal                                       |
| 2012 | Papua-Neuguinea        | Order of the Star of Melanesia                                                 |
| 2014 | Frankreich             | Dame grand-croix de l’Ordre national du Mérite                                 |
| 2022 | Vereinigtes Königreich | Royal Lady of the Garter (LG)                                                  |
| 2023 | Deutschland            | Sonderstufe des Großkreuzes des Verdienstordens der Bundesrepublik Deutschland |
| 2023 | Vereinigtes Königreich | Lady Companion of the Thistle (LT)                                             |
| 2024 | Vereinigtes Königreich | Royal Family Order of King Charles III                                         |

## Film und Fernsehen
- Charles & Diana: A Royal Love Story. Spielfilm. USA, 1982; mit Jo Ross als Camilla Parker Bowles.
- Zwischen Bett und Thron. Spielfilm. USA, 1992; mit Dixie Seatle als Camilla Parker Bowles.
- Charles and Diana: Unhappily Ever After. Spielfilm. USA, 1992; mit Jane How als Camilla Parker Bowles.
- Diana: Her True Story. Spielfilm. USA, 1993; mit Elizabeth Garvie als Camilla Parker Bowles.
- Diana – Ein Leben für die Liebe. Spielfilm. USA, 1996; mit Julia St. John als Camilla Parker Bowles.
- Prince William. Spielfilm. USA, 2002; mit Carolyn Pickles als Camilla Parker Bowles.
- Charles und Camilla – Liebe im Schatten der Krone. Spielfilm. England, 2005; mit Olivia Poulet als Camilla Parker Bowles.
- William & Catherine: A Royal Romance. Spielfilm. USA, 2011; mit Jean Smart als Camilla Parker Bowles.
- The Crown. Fernsehserie. Vereinigtes Königreich; mit Emerald Fennell (Staffeln 3–4, 2019–2020) und Olivia Williams (Staffel 5, 2022) als Camilla Parker Bowles.